# Monosyntaxis holmanhunti
Monosyntaxis holmanhunti là một loài bướm đêm thuộc phân họ Arctiinae, họ Erebidae.